# MBC 뉴스데스크 원주
《MBC 뉴스데스크 원주》는 원주MBC TV에서 매주 월요일부터 목요일 오후 8시 30분, 금요일, 일요일 오후 8시 10분에 방송 중인 강원 지역 메인 뉴스 프로그램이다.

## 개요
원주MBC 뉴스데스크로 읽는다.

## 앵커
| 대수 | 진행자          | 진행 기간                               | 비고  |
| ---- | --------------- | --------------------------------------- | ----- |
| 1대  | 이홍모 기자     | 일자 미상 ~ 일자 미상                   |       |
| 2대  | 주용준 아나운서 | 일자 미상 ~ 2004년 12월 일자 미상       |       |
| 3대  | 박지현 아나운서 | 2004년 12월 일자 미상 ~ 2009년 8월 13일 |       |
| 4대  | 전희영 아나운서 | 2009년 8월 14일 ~ 2011년 12월 2일       | [ 1 ] |
| 5대  | 박지현 아나운서 | 2011년 12월 5일 ~ 2014년 1월 10일       |       |
| 6대  | 박은보 아나운서 | 2014년 1월 13일 ~ 2014년 12월 31일      |       |
| 7대  | 조은영 아나운서 | 2015년 1월 1일 ~ 2015년 11월 27일       |       |
| 8대  | 박지현 아나운서 | 2015년 11월 30일 ~ 2022년 9월 16일      |       |
| 9대  | 변정연 아나운서 | 2022년 9월 19일 ~ 2025년 5월 30일       | [ 2 ] |
| 10대 | 김용석 아나운서 | 2025년 6월 2일 ~ 현재                   |       |

### 주말
| 대수 | 진행자          | 진행 기간             | 비고 |
| ---- | --------------- | --------------------- | ---- |
| 1대  | 박지현 아나운서 | 2024년 9월 1일 ~ 현재 |      |

## 결방
- 2017년 9월 4일 ~ 2017년 12월 25일 : 원주MBC 총파업으로 인해 결방

## 경쟁 프로그램
- KBS 뉴스 9 강원 (KBS 춘천 1TV)
- G1 8 뉴스 (G1방송 TV)